# Qinngorput
Qinngorput est un quartier récent de la ville de Nuuk, situé à environ 5 km à l'est de la ville, à proximité de l'aéroport. Il se compose de bâtiments construits depuis le début des années 2005 et fait partie du nouveau plan de développement urbain de Nuuk.
Qinngorput a été pendant de nombreuses années un site populaire de campement et de chasse, avant d'être incorporé à la ville de Nuuk en 2005. Il s'agit du quartier le plus récent de la ville, il attire les jeunes personnes et l'accent est mis sur les familles ayant des enfants en âge d'être scolarisés. Cela se reflète dans sa démographie, Qinngorput possédant en moyenne la population la plus jeune de tous les quartiers de Nuuk. Actuellement en pleine croissance, il est prévu qu'à terme le quartier compte 1 200 appartements, avec une capacité potentielle prévue de 10 000 habitants. Près de 100 % des logements sont privés.
Qinngorput signifie en groenlandais « la base de notre fiord ».

## Voies de communication et transports
Le quartier est relié à la ville par deux voies : la route de l'aéroport datant de 2001 et la nouvelle datant de 2008.
Les lignes 1 et 3 de Nuup Bussii desservent le quartier en direction du centre-ville, la ligne 3 via l'aéroport.

## Population et société

### Démographie
| 2003 | 2004 | 2005 | 2006 | 2007 | 2008 | 2009  | 2010  | 2011  |
| ---- | ---- | ---- | ---- | ---- | ---- | ----- | ----- | ----- |
| 0    | 19   | 157  | 300  | 522  | 764  | 1 031 | 1 114 | 1 164 |

| 2012  | 2013  | 2014  | 2015  | 2016  | 2017  | 2018  | 2019  | 2020  |
| ----- | ----- | ----- | ----- | ----- | ----- | ----- | ----- | ----- |
| 1 533 | 2 057 | 2 356 | 2 416 | 2 604 | 2 650 | 2 811 | 2 870 | 2 962 |

| 2021  | 2022  | 2023  | - | - | - | - | - | - |
| ----- | ----- | ----- | - | - | - | - | - | - |
| 2 957 | 2 924 | 2 958 | - | - | - | - | - | - |

### Enseignement
Une toute nouvelle école a ouvert en septembre 2011 et peut accueillir jusqu'à 452 élèves de la première à la septième classe. Elle a également un rôle de centre culturel pour le quartier.